# Whitaker Challenge Cup
La Whitaker Challenge Cup è stata una competizione calcistica disputata per quattro edizioni in Sicilia, tra il 1905 e il 1908.
È il primo trofeo siciliano di calcio della storia, ma anche il primo del Centro-Sud Italia tra società di città diverse.

## Antefatto
Le società siciliane sono rimaste fuori per molti anni dai campionati italiani, organizzati nel Nord Italia dalla FIF. Tuttavia, all'inizio del XX secolo a Palermo e Messina sorsero due società, le cui dirigenze erano interessate a partecipare a competizioni ufficiali, in modo da poter testare i propri giocatori. Inizialmente, si accontentarono di incrociare gli equipaggi delle navi di passaggio; il 18 aprile 1901 si affrontarono in amichevole per la prima volta. Al campo Varvaro, l'Anglo-Palermitan vinse per 3-2 sul Messina FC e questa è considerata la prima vera partita tra società siciliane. Solo il 5 aprile 1904 si disputò la rivincita a campi invertiti, al campo di San Raineri: vinsero i messinesi per 3-0. Per l'occasione, Joseph Whitaker offrì una coppa alla squadra vincitrice: fu il preludio alla Whitaker Challenge Cup.

## Storia
Il trofeo fu messo in palio da Joshua Whitaker (conosciuto anche come Giosuè) ed Euphrosyne Whitaker, tra i membri più appassionati di sport della famiglia Whitaker.
La coppa era d'argento e cesellata da maestri argentieri palermitani. A contendersela furono l'Anglo-Palermitan AFC e il Messina F.C.. Il Palermo nel 1907 compì poi un cambio di denominazione e di colori sociali, adottando il rosa-nero. Il trofeo fu disputato in quattro occasioni tra il 1905 ed il 1908. Nel 1907 non si sarebbe dovuto disputare poiché venne rinviato una prima volta per il maltempo ed una seconda poiché le due società non riuscirono a trovare un accordo sull'arbitro dell'incontro; effettivamente però la partita si disputò il 2 aprile 1907 in casa dei palermitani. Il trofeo venne definitivamente soppresso dopo il terribile terremoto avvenuto a Messina all'alba del 28 dicembre 1908, e fu sostituito nel 1909 dalla Lipton Challenge Cup.

## Albo d'oro
| Data            | Stadio                           | Vincitore    | Finalista            | Risultato |
| 25 aprile 1905  | Campo Varvaro di Palermo         | Messina F.C. | Anglo-Palermitan AFC | 1-0       |
| 26 marzo 1906   | Spiazzale San Raineri di Messina | Messina F.C. | Anglo-Palermitan AFC | 2-1       |
| 2 aprile 1907   | Campo Varvaro di Palermo         | Palermo      | Messina F.C.         | 4-0       |
| 5 febbraio 1908 | Spiazzale San Raineri di Messina | Palermo      | Messina F.C.         | 3-0       |